# Atlético Zulia

Vereinslogo

Atlético Zulia war ein venezolanischer Fußballverein aus Maracaibo, der lediglich zwischen 1996 und 1998 bestand, in diesem Zeitraum aber zweimal die Apertura der venezolanischen Liga und die Meisterschaft der Gesamtsaison 1997/98 gewann.

## Geschichte
Der Verein entstand mit dem Erwerb der Lizenz des Unicol FC aus Lagunillas vor dem Beginn der Saison 1996/97. Am Ende ihrer ersten Halbsaison belegte die Mannschaft in der Abschlusstabelle der Apertura 1996 (Hinrunde der Saison 1996/97) gleichauf mit dem AC Minervén FC den ersten  Platz, so dass zwei Entscheidungsspiele um den Gewinn der Apertura erforderlich wurden, in denen beide Mannschaften ihr Heimspiel jeweils mit 1:0 gewannen. Das anschließende Elfmeterschießen entschied Zulia mit 4:2 zu seinen Gunsten. Das am Ende der Saison 1996/97 ausgetragene Gesamtsaisonfinale gegen den Sieger der Clausura 1997 wurde dagegen deutlich mit 1:3 und 0:5 gegen den FC Caracas verloren.
Der Gewinn der Apertura 1996 berechtigte zur Teilnahme an der Copa Libertadores 1998, in der die beiden venezolanischen Vertreter (Zulia und Caracas) sich in einer Qualifikationsgruppe mit den erstmals eingeladenen mexikanischen Vertretern América und Chivas messen mussten. Während der FC Caracas immerhin fünf Punkte zu seinen Gunsten verbuchen konnte, aber trotzdem ausschied, verlor Zulia alle vier Begegnungen (2:3 und 1:4 gegen Chivas sowie 0:2 und 1:4 gegen América).
Auch in ihrer zweiten Saison 1997/98 gewann Zulia die Meisterschaft der Apertura 1997 und konnte sich diesmal im Gesamtsaisonfinale (mit 1:0 und 4:0) gegen die Estudiantes de Mérida durchsetzen. Die durch diesen Erfolg errungene Teilnahme an der Copa Libertadores 1999 wurde bereits vom Rechtsnachfolger Universidad de Los Andes FC wahrgenommen, an den die Lizenz für die Spielzeit 1998/99 veräußert worden war.

## Erfolge
- Venezolanischer Meister: 1997/98
- Venezolanischer Vizemeister: 1996/97